# 阿賓斯克區

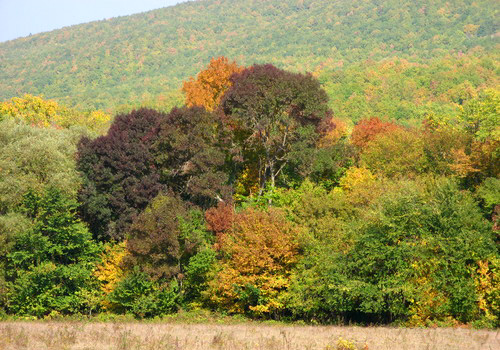

44°51′48″N 38°10′16″E / 44.86333°N 38.17111°E
阿賓斯克區（俄语：Абинский район），是俄羅斯的一個區，位於該國西南部，由克拉斯諾達爾邊疆區負責管轄，面積1,624平方公里，2010年人口91,909，人口密度每平方公里56.59人。